# 汪審
汪審（1537年—？），字惟幾，江西廣信府弋陽縣人，民籍，明朝政治人物。

## 生平
嘉靖三十七年（1558年）戊午科江西鄉試第七十五名舉人，隆慶二年（1568年）中式戊辰科會試第四十四名，二甲第六十名進士。授工部主事，升郎中，管张秋河道。歷任廣東潮州府、湖廣武昌府知府。

## 家族
曾祖汪珍；祖父汪仁；父汪紇，母張氏。具慶下。兄汪宛、汪憲，弟汪宴、汪㝯、汪宣、汪察。